# Fahéjbarna pókhálósgomba
A fahéjbarna pókhálógomba (Cortinarius cinnamomeus) a pókhálósgombafélék családjába tartozó, Eurázsiában és Észak-Amerikában honos, enyhén mérgező gombafaj.

## Megjelenése
A fahéjbarna pókhálósgomba kalapja 3–6 cm átmérőjű, domború vagy lapítottan púpos. Felülete pikkelykés vagy finoman nemezes. Színe a barna különböző árnyalati lehet, olíva- vagy vörösesbarna. Húsa sárgás. Enyhén retekszagú, kissé kesernyés ízű.
A fiatal gomba lemezei narancsvörösek, később a spórák érésével rozsdavörös-fahéjbarnává sötétül. Az egészen fiatal gomba lemezeit sárgás, pókhálószerű fátyol fedi. A lemezek tönkhöz nőttek, közepesen sűrűn állnak. Spórapora rozsdaszínű. A spórák ovális vagy mandula alakúak, szemölcsös felszínűek, 5,5-8,2 x 3,8-5 mikrométeresek.
Tönkje 3–9 cm magas, 0,3-0,8 cm vastag, kezdetben sárga, később barnás színű, a fátyoltól szálas felszínű.

### Hasonló fajok
Hasonlít hozzá a szinten nem ehető sárgalemezű pókhálósgomba (Cortinarius croceus).  

## Elterjedése és termőhelye
Eurázsia és Észak-Amerika mérsékelt övi zónájában honos. Magyarországon ritka. Savanyú talajú lomberdőkben és fenyvesekben él, gyakran lucfenyő alatt. Szeptember-októberben terem.
Enyhén mérgező, emésztőszervi panaszokat okoz. 

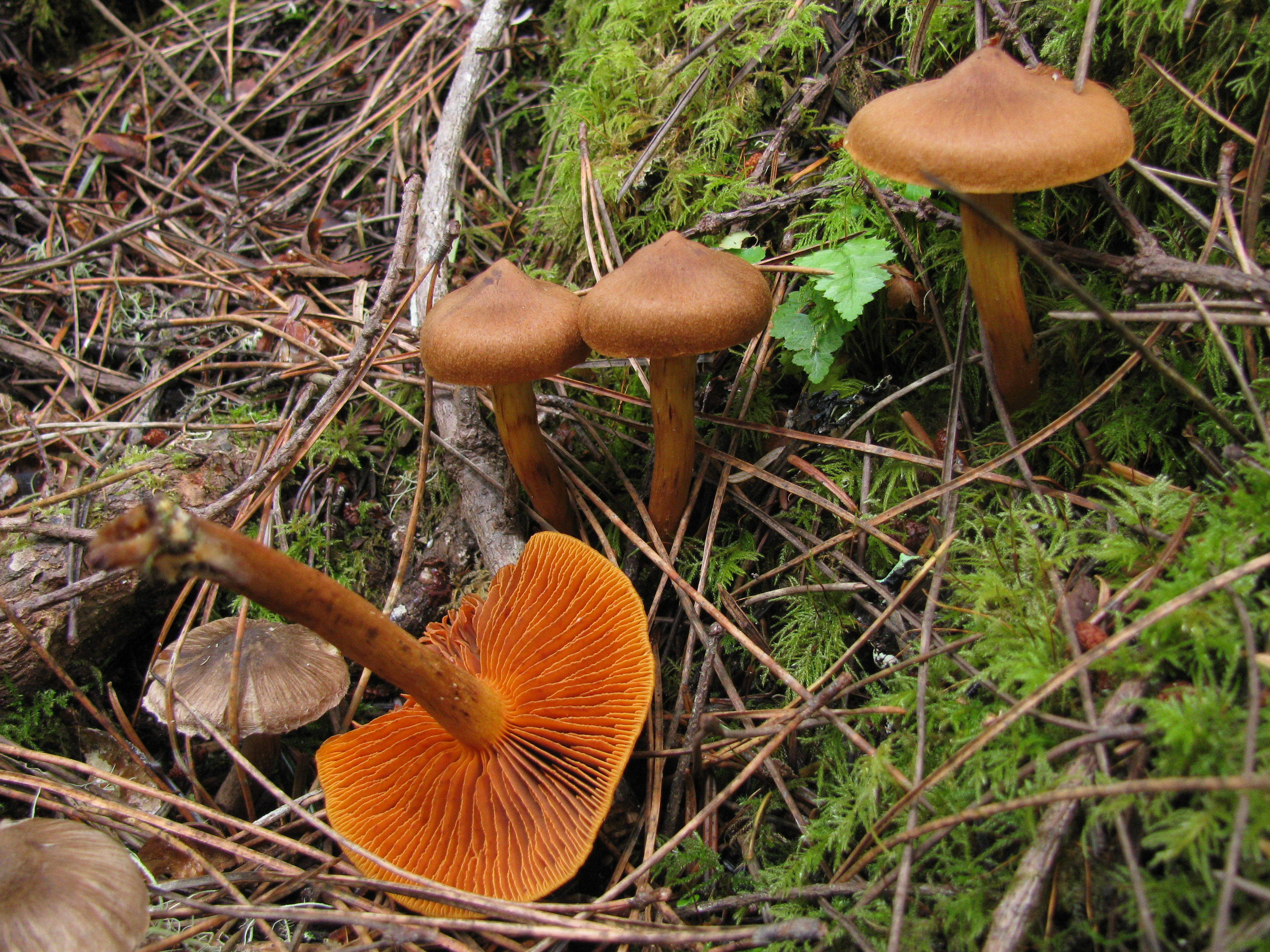
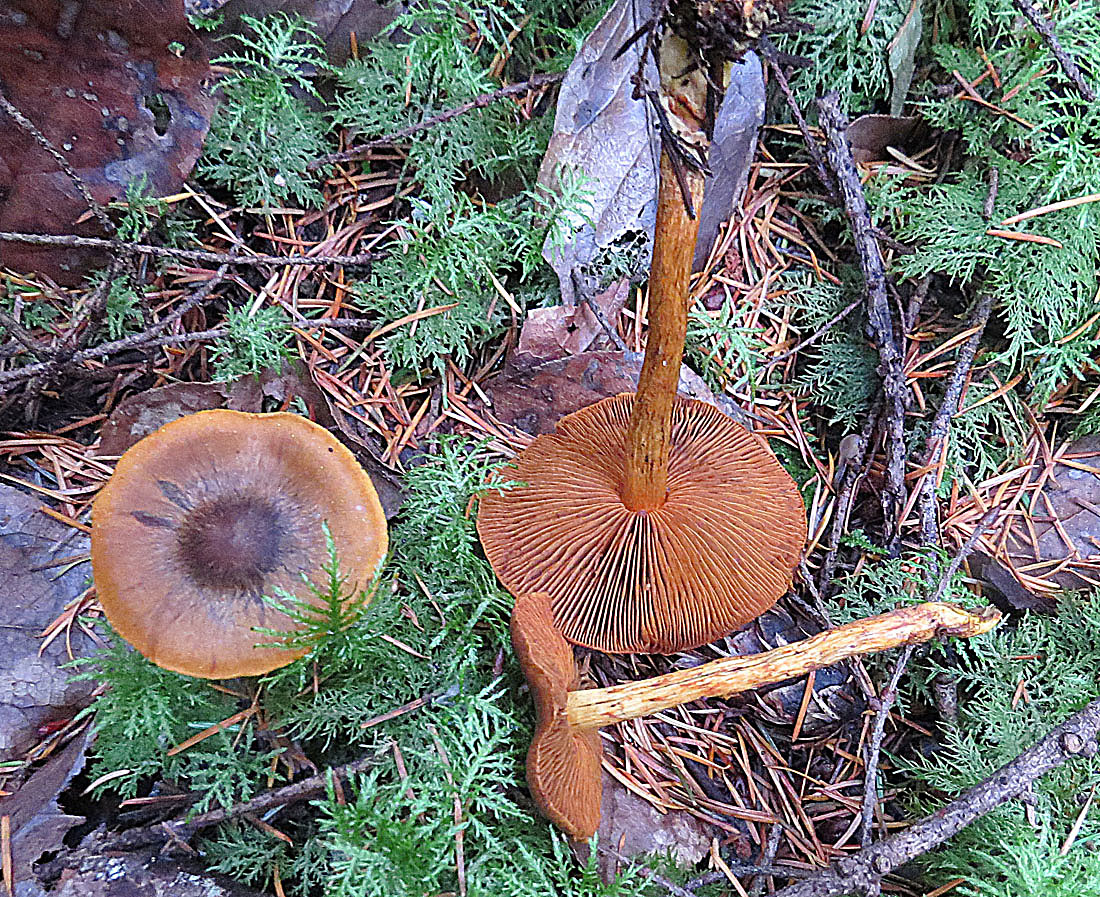
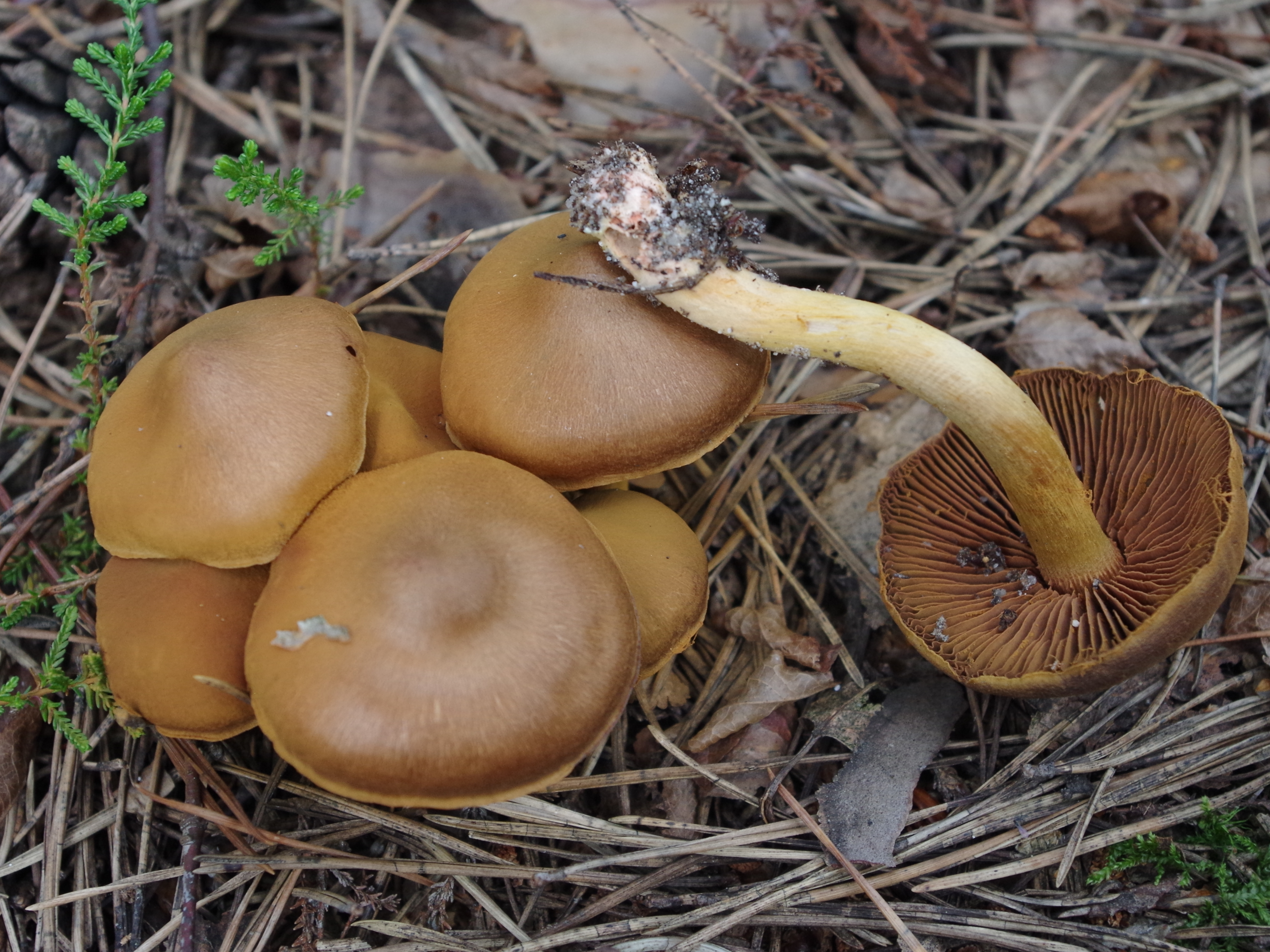
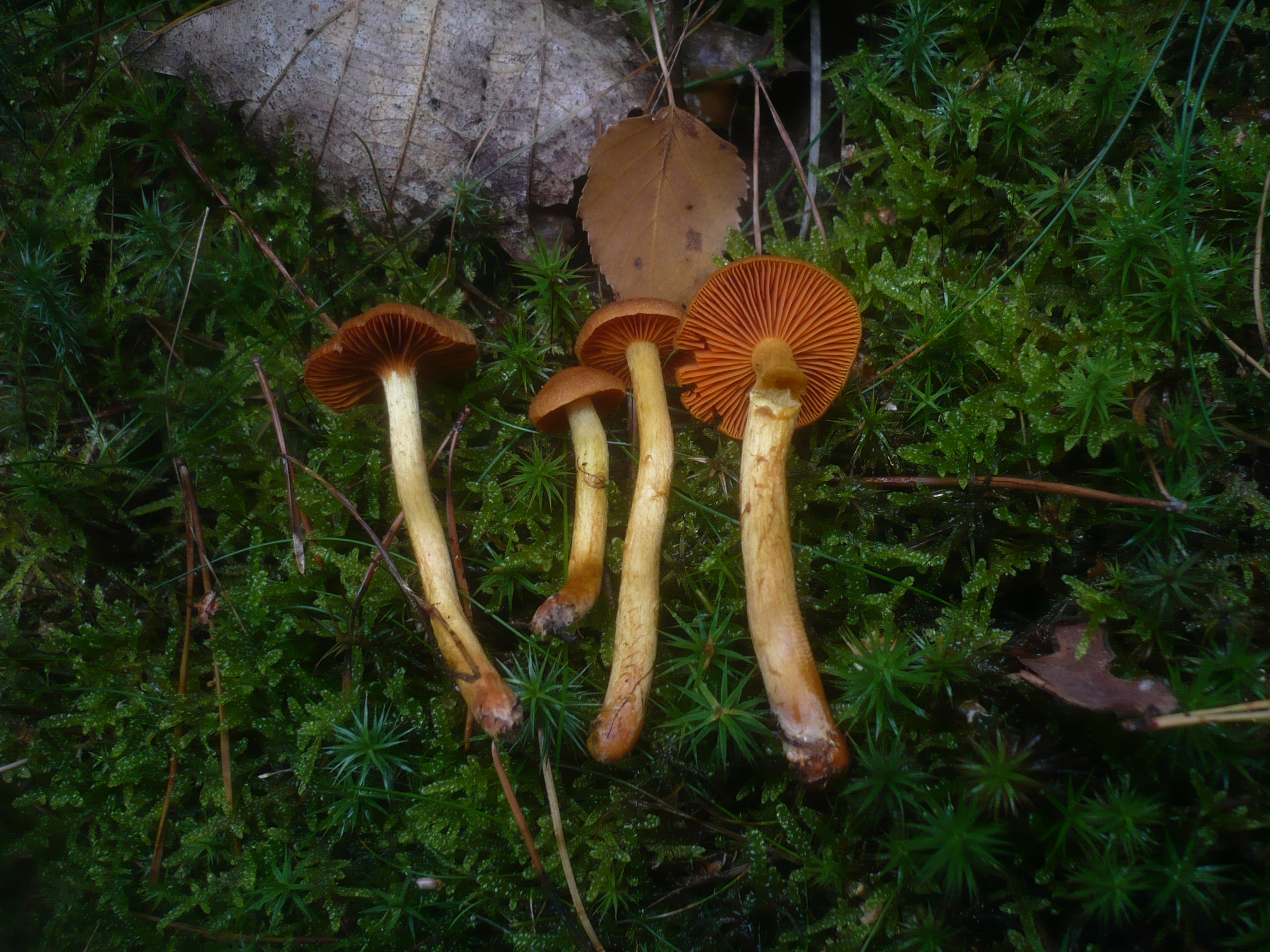